# Prêmio Oswald Veblen de Geometria
O Prêmio Oswald Veblen de Geometria (em inglês:  Oswald Veblen Prize in Geometry) é um prêmio concedido pela American Mathematical Society por pesquisas destacadas em geometria ou topologia. Foi estabelecido em 1961 em memória de Oswald Veblen. É concedido atualmente a cada três anos, com valor financeiro de US$ 5.000.

## Agraciados
- 1964 Christos Papakyriakopoulos
- 1964 Raoul Bott
- 1966 Stephen Smale
- 1966 Morton Brown e Barry Mazur
- 1971 Robion Kirby
- 1971 Dennis Sullivan
- 1976 William Thurston
- 1976 James Harris Simons
- 1981 Mikhael Gromov
- 1981 Shing-Tung Yau
- 1986 Michael Freedman
- 1991 Andrew Casson e Clifford Taubes
- 1996 Richard Hamilton e Gang Tian
- 2001 Jeff Cheeger, Yakov Eliashberg e Michael Jerome Hopkins
- 2004 David Gabai
- 2007 Peter Kronheimer e Tomasz Mrowka; Peter Ozsváth e Zoltán Szabó
- 2010 Tobias Colding e William Minicozzi; Paul Seidel
- 2013 Ian Agol e Daniel Wise
- 2016 Fernando Codá Marques e André Neves[1]
- 2019 Xiuxiong Chen, Simon Donaldson e Song Sun[2]
- 2022 Michael Anthony Hill, Michael Jerome Hopkins e Douglas Ravenel[3]